# Catherine Bader-Bille
Catherine Bader-Bille (Lipsia, 14 settembre 1965) è un'ex atleta paralimpica tedesca che ha gareggiato nella categoria F46.

## Biografia
Bader-Bille ha conquistato la sua unica medaglia paralimpica ai Giochi di Sydney 2000, in cui ha ottenuto la medaglia d'oro nella gara di salto in lungo. Agli europei paralimpici, ha vinto una medaglia d'oro nel salto in lungo e una d'argento nel salto in alto ad Assen 2003, mentre ad Espoo 2005 ha conquistato una medaglia di bronzo nel salto in lungo.

## Palmarès
| Anno | Manifestazione      | Sede   | Evento                | Risultato | Prestazione | Note |
| ---- | ------------------- | ------ | --------------------- | --------- | ----------- | ---- |
| 2000 | Giochi paralimpici  | Sydney | Salto in lungo F46    | Oro       | 5,55 m      |      |
| 2003 | Europei paralimpici | Assen  | Salto in alto F42-46  | Argento   | 1,60 m      |      |
| 2003 | Europei paralimpici | Assen  | Salto in lungo F46    | Oro       | 5,33 m      |      |
| 2005 | Europei paralimpici | Espoo  | Salto in lungo F44-46 | Bronzo    | 5,29 m      |      |